# Erik I van Noorwegen
Erik Bloedbijl (Oudnoords: Eiríkur blóðöx, Noors: Eirik Blodøks) was de tweede koning van Noorwegen en de oudste zoon van Harald Veelhaar (Harald I) en Ragnhild Eiriksdotter, een dochter van Erik Godefridsson. Erik groeide op op Svanøy in Fjordane bij de heerser Tore Roaldsson en was van het geslacht Ynglinge.
Gunnhild, misschien een dochter van Gorm de Oude van Denemarken en Tyra Danebot, zou zijn vrouw zijn geweest. Over haar wordt gezegd dat zij grote invloed had op hem. Zij zou mooi zijn geweest en machtig, maar niet goed van aard. Er werd beweerd dat zij een tovenares was.
Samen kregen ze de volgende kinderen:
1. Gamle Eriksson
2. Guttorm Eriksson
3. Harald Grijshuid
4. Ragnfrød Eriksson
5. Ragnhild Eriksdotter
6. Erling Eriksson
7. Gudrød Eriksson
8. Sigurd Sleva (Eriksson)

Reeds als 12-jarige trok Erik I met vijf langschepen op oorlogspad uit. Erik had veel (half)broers. Zijn vader Harald Veelhaar had veel zonen bij verschillende vrouwen en alle zonen hadden hetzelfde recht op de troon. Na Haralds dood werd het land, dat hij tot een eenheid had gebracht, in veel kleinere delen gesplitst om elke zoon zijn eigen koninkrijk te kunnen geven. Volgens Snorri Sturluson werd Erik tot overkoning benoemd, omdat Harald meer van hem hield dan van zijn andere zonen. Overkoning zijn was voor hem echter niet voldoende. Erik wou zelf alle macht hebben en daarom vermoordde hij in ieder geval vijf van zijn broers, waaronder Bjørn Farmann. Vandaar zijn bijnaam.
In 933 overleed de vader van Erik en zijn halfbroer Haakon keerde uit Engeland terug waar hij door koning Athelstan was opgevoed. Het volk keerde zich tegen Erik, maakte Haakon koning en Erik vluchtte naar Engeland. Daar maakte Koning Athelstan hem koning van Nordimbraland (Northumbria). Erik werd gedoopt en liet ook zijn familie dopen. Hij woonde in Jorvik totdat de broer van Aethelstan, Edmund, hem in 941 verjoeg. Edmunds beweegredenen waren helder. Erik was niet gestopt met plunderen. Hij bleef echter heer van Northumbria totdat hij in 954 door de hand van koning Edred stierf tijdens de slag bij Stainmoor.
Erik maakte meerdere verre (oorlogs)tochten, zowel naar het oosten als het westen. De Heimskringla van Snorri Sturluson vertelt dat hij in 918 naar Bjarmaland (Solovki) aan de Witte Zee (Rusland) ging. In de saga van Egill Skallagrímsson staat het als volgt "Veel gebeurde tijdens deze reis. Erik vocht een slag aan de rivier Dvina en won." Een tijdgenoot van Erik, Ottar, liet een beschrijving van deze reis achter in de oude Engelse Orosius.